# Športni copati
Športni copati je splošno ime za čevelj, v osnovi oblikovan za šport ali druge oblike fizičnih aktivnosti. 
Poznamo jih tudi kot  teniske, superge, tekaški čevlji itd.

## Zgodovina
Prvi športni copati so plod uma ameriškega izumitelja, Charles Goodyeara, ki je patentiral proces vulkanizacije gume.
Vsi verjamejo, da je bil prvi športni copat namenjen igranju košarke slavni Converse All Stars (razvite leta 1917). Temu ni tako. Lahko je zmotno verjeti v prejšnje prepričanje, saj je omenjeni copat bil najširše prodajan copat zgodnjih dob športnih copat. Spalding so proizvajali čevlje izključno za igranje košarke že od ranega 1907. Poznavalci čevljev trdijo, da so ene prvih čevljev proizvedenih pri Colchester Rubber Company is Colchestra Connecticut, katera je bankrotirala leta 1893. Četudi ni trdnih dokazov o povedanem, so bili omenjeni čevlji najdeni le nekaj milj stran od zibelke košarke, in sicer dve leti po izumitvi tega športa.
Do začetka dvajsetega stoletja so male proizvodnje, ki so se ujkvarjale z vulkanizacijo pneumatik za kolesa, proizvajale špotne copate. PRi U.S. Rubber so leta 1916 podali v prodajo Keds , pribljižno isto leto kot so tudi pri Converse-u promovirali svoje All-starke. Ostala podjetkja kot so  B.F. Goodrich in Spalding Co., so proizvajala teniške copate. Sprva je bila trgovina športnih copat majhna in praktično nevidna. vendar so se po drugi svetovni vojni ZDA posvetile športu in atletiki da pi pokazale moralno fibro in patriotizem. Trgovina špotnih copat je v ZDA zanesljivo rastla z zanimanjem ameriških najstnikov za copate, ki so jih promovirali igralci ameriškega nogometa in košarke.
Ta podjetja so dodajala oprijem in začela ločevati modele glede na namen (vrsto športa)med letoma 1920 in 1930. Velikanski preskok tega časa je bila ločitev moških od ženskih modelov. Takrat so se športni copati uporabljali izklučno v atletiki. Ko so ponovno obudili olimpijske igre, je skokovito porastlo zanimanje, ne le za špot, temveč tudi za športne copate. Leta 1936 je vzklila francoska blagovna znamka Spring Court, ki je kot prva v svoje modele vgradila 8 kanalni prezračevalni sistem in podplat iz vulkanizirane naravne gume.
V petdesetiih letih dvajsetega stoletja,so američani imeli več prostega časa in z nastopom "baby boom" fenomena in omiljenim kodeksom oblačenja v šolah, je vedno več družin obualo svoje otroke v superge. Prodaja superg v Ameriki je narasla na šeststo milijonov parov v letu 1957. Proizvajalci čevljev so, da bi se zaščitili trdili da superge kvarijo noge, proizvajalci superg so pa na to odgovorili da superge "zdravijo" platfus. 
Na začetku šestdesetih let so združene države Amerike izvažale superge na Japonsko. Superge so sprva pokrivale le majhen delež trga, dokler nista ustanovitelja Nike Phil Knight in Bill Bowerman pričela z uvozom Tiger superg z imenom Blue Ribbon Sports.
Superge so si odločno utirale pot na ameriškem strgu po letu 1970, ko je jogging hitro postal popularen in z njim potreba po ustrezni obutvi. Do tega trenutka je proizvajalce skrbela le visoka količina proizvedenega blaga, zdaj pa so prodajali superge izdelova v skladu z namenom uporabe. Kmalu so se nastali posebni modeli za nogomet, košarko, tek... Slednje je bilo mogoče kot posledica razvoja tehnologije proizvodnje superge v povezavi z anatomijo človeške noge.
Leta 1980 so superge bile povsod. Woody Allen jih je nosil, ko je gledal predstavo baleta, Led Zeppelin so jih nosili med snemanjem dokumentarnega filma, Dustin Hoffman jih je nosil, ko je igral v vlogi Carla Bernsteina v filmu All the President's Men (1976). Čevlji, ki so bili v osnovni namenjeni športu, so ljudje začeli nositi vsaki dan. Nike in Reebok sta kraljevala med proizvajalci. Tudi drugi proizvajalci so se pojavljali na trgu kot muhe enodnevnice in proizvajalci so začeli bogato sponzorirat športnike, da bi delali reklamo za lastno ime. Ena od pogodb, če ne največjo sta sklenila takratni igralec košarke Chicago Bulls-ov Michael Jordan in Nike, kateri so proizvajali določeno serijo čevljev pod njegovim imenom.
V devetdesetih letih so proizvajalci izpopolnili svoje tržne in tehnološke sposobnosti. Popularnost športa je postajala čedalje večja, tržni kapitali so prebili vse meje. Superge so se prelevile iz skromnega športnega pripomočka v pravo modno smernico in pokazatelja osebnosti ter smisla za oblačenje.

## Uporaba v športu
Navadno se termin športni copati uporablja za obutev namenjenu teku, košarki, tenisu in ostalim športnim panogam, obutev namenjena športom, katere se igra na travnatih površinaš, kot so nogomet, avstralski nogomet in podobno, je tema zase in jih navadno združimo pod skupno ime kopačke.
Pomemben sestavni del športnega copata je podplat, ki mora biti upogljiv, ustrezen podlagi, na kateri se bo uporabljal, in sposoben blažiti udarce. Z rastjo industrije in estetskega oblikovanja, se je pozornost preselila čedalje bolj na zasnovo podplata, kot pa videzu zgornjega dela obuvala.
Športni copati so grajeni iz upogljivih zmesi, ki jih dopolnjuje tog gumijast podplat. Proizvajalci so oblikovali čevelj namenjen določeni nalogi, kljub temu pa so ohranili osnovno obliko. Slikovit primer tega so tekaški copati z ježevimi podplati. Velike količine športnih copat dobimo v izjemno velikih številkah, zaradi atletov z res velikimi stopali.
Športne copate namenjene vrhunskim športnikom, ki tečejo na maratonih, dobimo v raznih oblikah, pogojenih z anatomskimi lastnosti tekača (gibanje bokov, oblika stopala, itd.).
Obstaja vrsta različih tipov športnih copat, namenjeni točno določeni uporabi:
- Tekaški copati
- Plezalni copati
- Pohodniški čevlji
- Copati namenjeni borilnim veščinam
- Kopačke
- Plesni copati

## Inačice športnih copat
Visoki (pokrivajo gležnje)

Nizki (segajo do gležnjev)

Vmesni (nekje med nizkim in visokim tipom)

Škornji (superge ki segajo močno nad gleženj, tipično ženska obutev)